# A Tan Kapuja Buddhista Gimnázium
A Tan Kapuja Buddhista Gimnázium és Általános Iskola középfokú köznevelési intézmény Alsószentmárton településen. A tiszteletben tartja mind a diákok, mind a tanárok világnézetét, nem kötelező a buddhista elköteleződés. A Tan Kapuja Buddhista Egyház által működtetett intézményben a diákok átfogó képet kapnak a nyugati vallások tanaiból, a tanárok a nagy világvallásokban közös erkölcsi alapelveket tudatosítják. A buddhizmus így főként etikai és nem elvont filozófiai doktrínák formájában jelenik meg. A buddhizmus etikai alapvetéseit szorgalmazza, úgy mint az erőszak minden szintű elvetését az oktatás és nevelés terén (beleértve az erőszakos hangvételű kommunikációt is); a tudás, a megismerés és a bölcsesség erényeinek alapozását hirdeti; az együtt-érző társadalmi és kulturális hozzáállást szorgalmazza a kirekesztett embertársakkal szemben; megértő figyelem, törekvő megismerés a másik kultúrájának irányába; büntetés helyett a jutalmazás a motiváció eszköze; az elfogadás és a tolerancia alapelvének szorgalmazása a diák-diák, diák-tanár és a tanár-tanár kapcsolatokban; az erkölcsi és szellemi példamutatás minden kapcsolatrendszerben.

## Története
A Tan Kapuja Buddhista Gimnázium és Általános Iskolát 2004 júniusában alapította a Tan Kapuja Buddhista Egyház a korábbi Kis Tigris Gimnázium és Szakiskola névre hallgató intézmény helyett. Létrehozásának legfőbb célja, hogy a hagyományos iskolarendszerből kihulló, többségében roma/cigány fiatalokat felzárkóztassa, érettségihez és lehetőség szerint minél magasabb számban a felsőoktatásban folytatott továbbtanuláshoz juttassa.

## Képzés
Az intézményben érettségit adó, nappali és esti tagozatos gimnáziumi képzés folyik. A nappali tagozat esetében 4 év, míg az esti tagozat esetében – végzettségtől függően – 2 vagy 3 év a képzési idő. Az évközi vizsgák mindkét esetben negyedéves rendszerben történnek, oktatott idegen nyelvek a beás és az angol.

## Pályázatok
TÁMOP-3.1.4.C-14-2015-0350 "Hulló vízgyöngy hattyú tollán" – Innovatív iskolák fejlesztése 2. ütem.

TÁMOP-3.3.9.D-12-2012-0005 "Amit gondolunk, azzá leszünk" – Második esély Alsószentmártonban.

TÁMOP-3.2.1.B-09/4-2010-0004 "Második esély Alsószentmártonban"

TÁMOP-3.1.4-08/2-2009-0032 "Kompetencia alapú oktatás bevezetése Alsószentmártonban"

## Oktatási helyszínek
Nappali tagozat:
- 7826 Alsószentmárton, Petőfi S. utca 4/a

Esti tagozat:
- 7826 Alsószentmárton, Petőfi S. utca 4/a
- 7958 Kákics, Petőfi S. utca 46.
- 7300 Komló, Gagarin utca 4.
- 7632 Pécs, Megye utca 20.

## Külső hivatkozások
- Instagram
- Facebook
- Közösségi szolgálat
- Partnerség a Pécsi Tudományányegyetemmel
- Legjobbiskola
- A Tan Kapuja Buddhista Gimnázium
- A Tan Kapuja Buddhista Egyház